# Quan hệ Pháp – Việt Nam
Quan hệ Pháp – Việt Nam (hoặc Quan hệ Việt–Pháp hay Quan hệ Pháp–Việt) được xem là khởi nguồn từ đầu thế kỷ 17 với công cuộc truyền giáo của các linh mục dòng Tên mà nổi bật nhất là Alexandre de Rhodes đến lãnh thổ Việt Nam. Đến cuối thế kỷ 18, nhờ vai trò của Giám mục Pigneau de Béhaine trong quá trình Nguyễn Ánh giành được quyền cai trị và thống nhất lãnh thổ Việt Nam đã dẫn đến những quan hệ ngoại giao đầu tiên giữa hai nước.
Từ giữa thế kỷ 19, khi triều đình Nhà Nguyễn suy yếu, Pháp đã lợi dụng thời cơ để lập thuộc địa, chiếm quyền cai trị thực tế trên hầu hết vùng Đông Dương trong đó có Việt Nam. Quyền cai trị của người Pháp kéo dài gần 100 năm, cho đến khi người Việt Nam tận dụng được cơ hội từ tình hình chính trị thế giới để tuyên bố độc lập và sau đó là thực hiện cuộc chiến tranh trong chín năm để giành độc lập hoàn toàn.
Sau năm 1954, quan hệ Pháp-Việt luôn ở hoàn cảnh tế nhị: một phần là mối quan hệ "thù cũ bạn mới", phần khác là quan hệ khó xử với "một tên gọi, hai nước Việt Nam". Đã vậy, nhiều thuộc địa cũ được khuyến khích bởi thành quả của Việt Nam đã làm tan rã hoàn toàn đế quốc Pháp.

## Những liên hệ đầu tiên

### Công cuộc truyền đạo của các giáo sĩ Công giáo

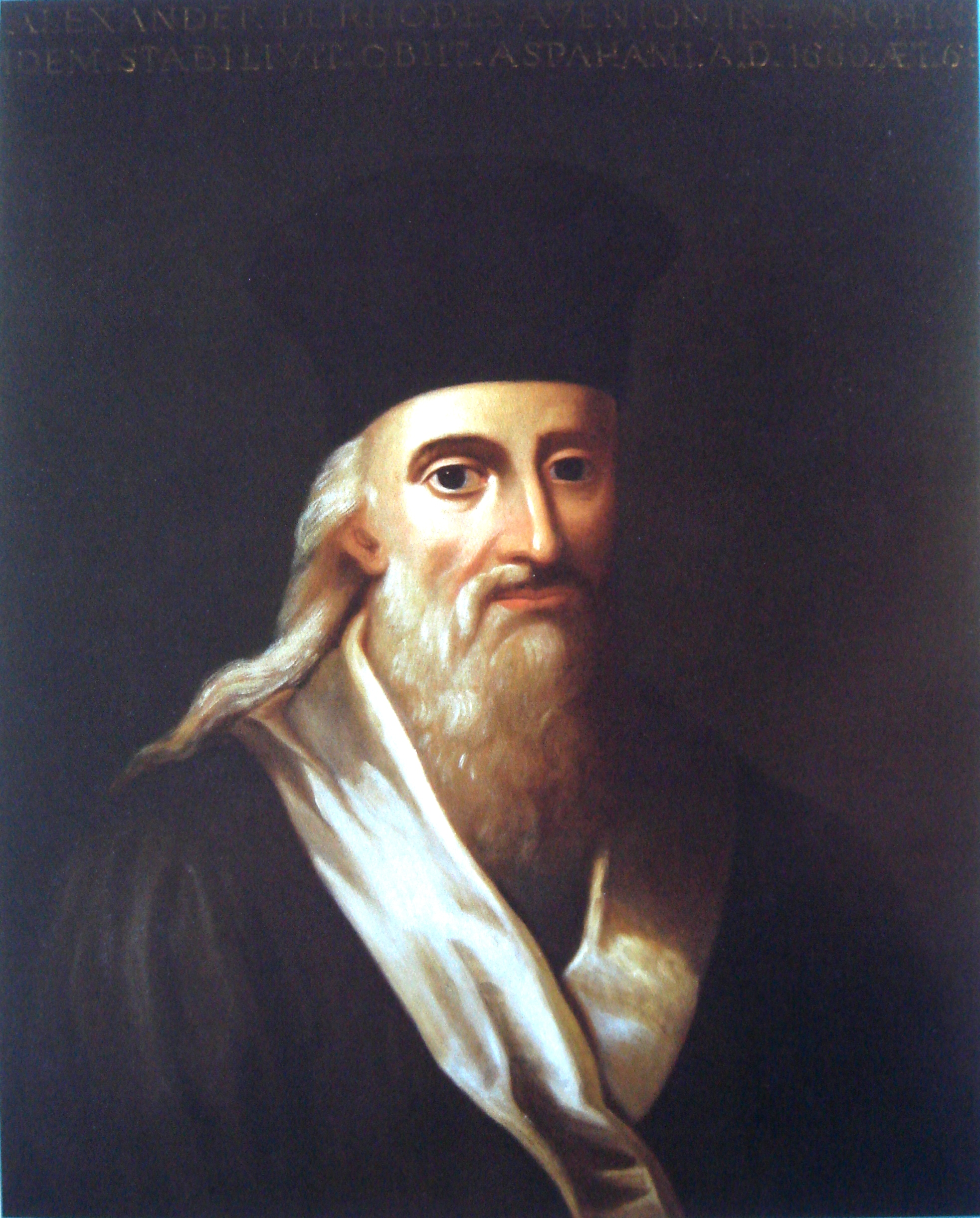
Alexandre de Rhodes.

Một trong những người Pháp đầu tiên đến Việt Nam là một giáo sĩ Công giáo thuộc dòng Tên là Alexandre de Rhodes,, người đến đây lần đầu tiên vào khoảng năm 1625. Trong thời gian truyền giáo ở đây, ông đã viết quyển giáo lý Phép giảng tám ngày và từ điển Việt-Bồ-La đầu tiên. Trong các tác phẩm này, ông đã sử dụng ghi chép tiếng Việt bằng mẫu tự Latinh, mở đầu cho việc hình thành chữ Quốc ngữ Việt Nam sau này.
Alexandre de Rhodes bị trục xuất khỏi Việt Nam vào năm 1645, dù vậy, khi trở lại châu Âu năm 1650, ông đã viết một báo cáo khá lạc quan về khả năng truyền giáo tại Việt Nam, cũng như việc xây dựng một giới chức giáo sĩ địa phương để tránh xảy ra một cuộc thảm sát tôn giáo như ở Nhật Bản.
Những nỗ lực của Alexander de Rhodes đã dẫn đến việc thành lập Hội Thừa sai Paris vào năm 1653, đánh dấu sự tham gia của người Công giáo Pháp như là một tổ chức truyền giáo mới ở châu Á. Năm 1658, hai giáo sĩ sáng lập hội này được Giáo hoàng Alexanđê VII bổ nhiệm làm giám mục là François de Pallu - Giám mục Hiệu tòa Berythe và Lambert de la Motte - Giám mục Hiệu tòa Héliopolis. Một năm sau đó, Tòa Thánh cũng cho thiết lập 2 giáo phận tông tòa ở Việt Nam, cử Giám mục de Pallu làm Đại diện Tông Tòa Đàng Ngoài và Giám mục de la Motte làm Đại diện Tông Tòa Đàng Trong. Năm 1660, một chi nhánh của Hội Thừa sai được thành lập ở Vương quốc Ayutthaya, làm cơ sở đào tạo giáo sĩ truyền giáo vào Việt Nam.
Bên cạnh đó, giới thương nhân Pháp cũng bắt đầu tìm đến thị trường Việt Nam. Năm 1680, Công ty Đông Ấn Pháp ở một kho xưởng tại Phố Hiến. Một họa sĩ nổi tiếng của Pháp thời bấy giờ là Pierre Poivre cũng đã từng đến Việt Nam vào khoảng năm 1749.

### Một số ít người Pháp theo phò Chúa Nguyễn

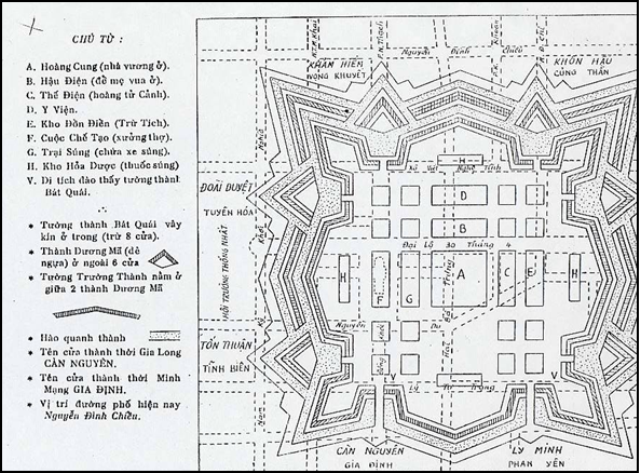
Họa đồ thành Gia Định do Olivier de Puymanel thiết kế theo kiểu Vauban vào năm 1790.

Trong cuộc chiến tranh với quân Tây Sơn, chúa Nguyễn Ánh đã có được một sự giúp đỡ đắc lực của một giáo sĩ người Pháp là Pigneau de Béhaine, ông là Giám mục Hiệu tòa Adran, Đại diện Tông Tòa Đàng Trong, với mục tiêu tìm kiếm một điều kiện thuận lợi cho công cuộc truyền giáo tương lai. Chính Pigneau de Béhaine đã vận động Chúa Nguyễn tìm kiếm sự giúp đỡ từ nước Pháp, từ đó dẫn đến một hiệp ước giữa Chúa Nguyễn với vua Pháp Louis XVI: Hiệp ước Versailles, ký ngày 21 tháng 11 năm 1787. Dù việc hiệp ước không được thi hành, nhưng cũng đã đánh dấu hiệp ước ngoại giao chính thức đầu tiên của quan hệ Pháp - Việt.
Hiệp ước Versailles không được thực hiện do sự ngăn trở từ triều đình Pháp, vì vậy Pigneau de Béhaine đã tự vận động và bỏ tiền túi để chiêu nạp một số người Âu sang giúp đỡ cho Chúa Nguyễn, gồm cả các sĩ quan huấn luyện, xây dựng hải quân, công binh. Nhiều người được ghi chép trong sử Việt như Philippe Vannier (tên Việt: Nguyễn Văn Chấn), Jean-Baptiste Chaigneau (tên Việt: Nguyễn Văn Thắng), de Forsans (tên Việt: Lê Văn Lăng), Olivier de Puymanel (tên Việt: Nguyễn Văn Tín)... đã có đóng góp ít nhiều trong công cuộc giành quyền thống trị Việt Nam cho Chúa Nguyễn. Một số còn được phong tước Hầu sau khi Gia Long lên ngôi vua. Tuy nhiên, quan hệ Pháp-Việt cũng chỉ dừng lại ở mối quan hệ giữa Nguyễn Ánh và người Pháp.

### Đại Nam bế quan tỏa cảng

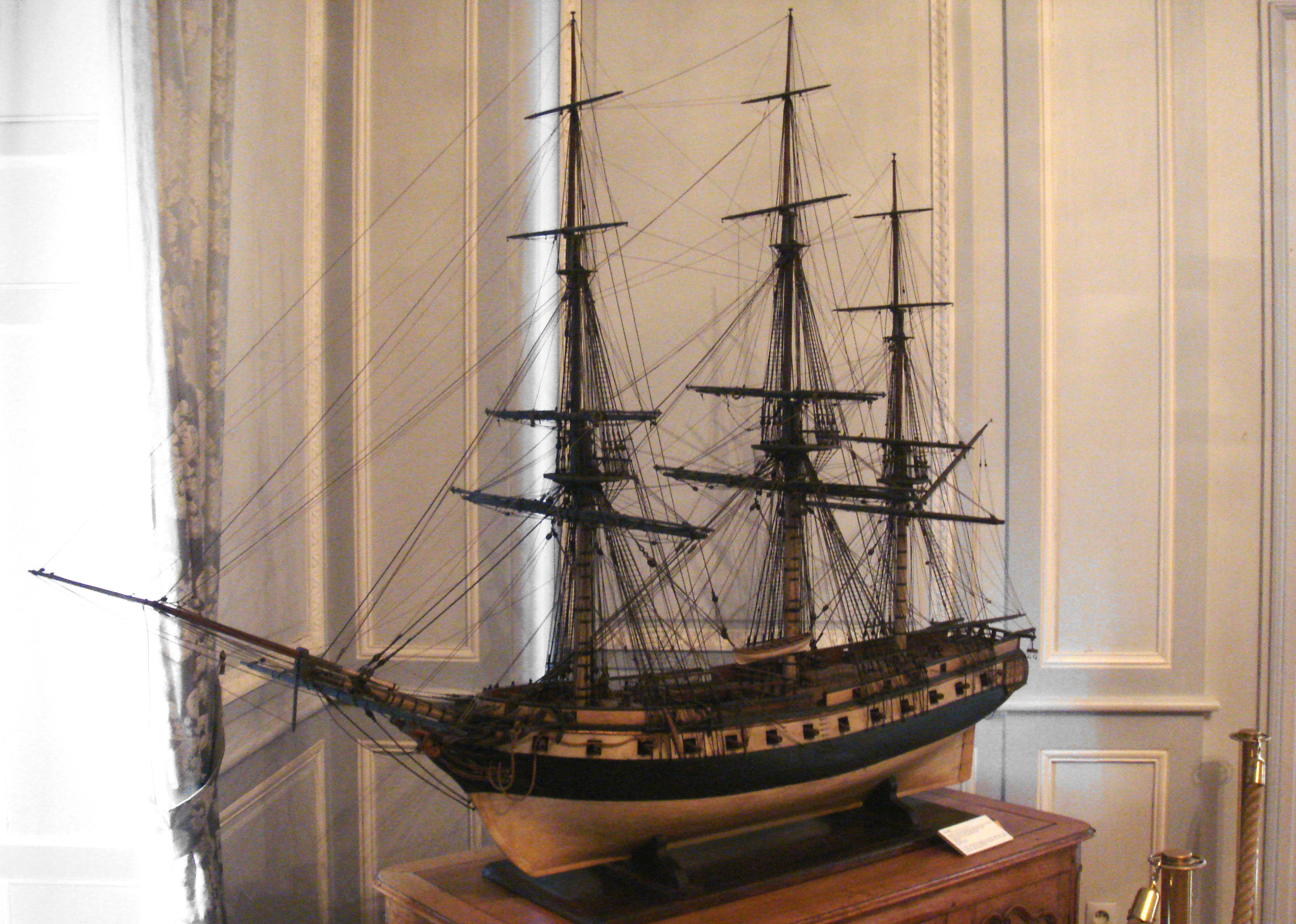
Mô hình pháo hạm Thétis, kiểu 1813. (Bảo tàng Hàng hải Quốc gia Rochefort, Pháp).

Sau cái chết của Pigneau de Béhaine rồi Gia Long, quan hệ Pháp-Việt vốn đã không mặn nồng bởi Hiệp ước Versailles 1787 bất thành với lý do từ chính nước Pháp, lại càng lạnh nhạt hơn khi vị vua nối ngôi là Minh Mạng vốn không có thiện cảm với phương Tây lẫn đạo Công giáo. Trong một nỗ lực nối lại quan hệ với triều đình Đại Nam, nhân chuyến về thăm quê của Jean-Baptiste Chaigneau năm 1819, chính phủ Pháp đã gửi một quốc thư ngoại giao đề ngày 12 tháng 10 năm 1820 đến triều đình Đại Nam, với đề nghị thi hành Hiệp ước Versailles, cho phép thành lập một tòa lãnh sự của Pháp tại Việt Nam và cử Chaigneau làm lãnh sự. Tuy nhiên, Minh Mạng cho rằng Hiệp ước Versailles không được thực hiện vì vậy không thể có hiệu lực, mặt khác không cần phải ký thương ước giữa hai chính phủ, người Đại Nam vẫn đối xử tử tế với người Pháp là đủ, ông chỉ thỏa thuận mua bán với người Pháp, nhưng không chấp nhận thành lập quan hệ ngoại giao chính thức với nước Pháp. Đã vậy, Minh Mạng vốn đã không ưa các công thần người Pháp, nay lại càng xa lánh, thậm chí phần nào thể hiện thái độ thù địch khi cho rằng Chaigneau vốn là bề tôi của mình lại tự tiện kết giao ước với chính phủ nước ngoài và làm đại diện cho chính phủ Pháp. Nhận rõ sự nghi kỵ này, Chaigneau cùng với Philippe Vannier đã đưa cả gia đình mình rời Huế vào tháng 12 năm 1824, để tránh một kết cục bi thảm có thể xảy ra như bài học Câu Tiễn - Văn Chủng xa xưa.
Trong một nỗ lực khác, ngày 12 tháng 1 năm 1825, một phái đoàn khác do hai thuyền trưởng Hyacinthe de Bougainville và Courson de la Ville-Hélio, trên 2 chiến hạm Thetis và Esperance đã đến Đà Nẵng. Mặc dù họ đã trình quốc thư ngoại giao đề ngày 28 tháng 1 năm 1824 từ vua Louis XVIII, tuy nhiên, các đại sứ này cũng không thể có một sự quan tâm phản hồi nào từ Minh Mạng. Một thời gian sau, Chaigneau, Vannier và cả phái đoàn de Bougainville đều lên đường về Pháp. Đã thế, cộng với thành kiến với đạo Công giáo, nhân việc giáo sĩ Regéreau đến cùng tàu Thetis đã đi rao giảng đạo khắp nơi, Minh Mạng bèn ra dụ cấm đạo, và truyền cho quan quân phải khám xét các tàu thuyền của ngoại quốc ra vào cửa bể. Trong dụ nói rằng: 
| “           | Đạo phương Tây là tà đạo, làm mê hoặc lòng người và huỷ hoại phong tục, cho nên phải nghiêm cấm để khiến người ta phải theo chính đạo. | ” |
| — Minh Mạng | |   |

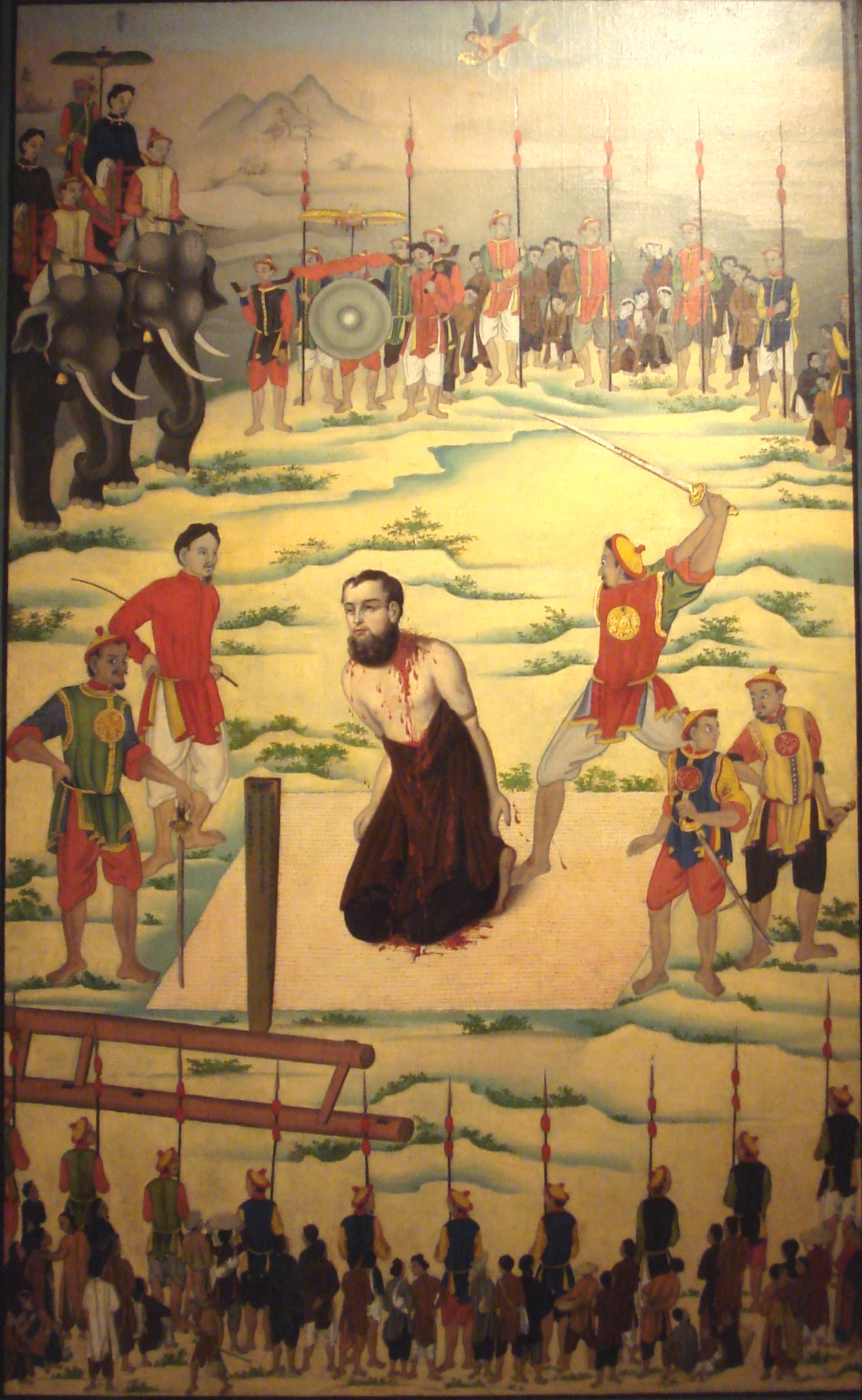
Cảnh hành hình giáo sĩ Pierre Borie năm 1838

Ông còn sai tìm nhiều giáo sĩ ở trong nước đem về kinh đô Huế để dịch sách Tây ra tiếng Việt, nhằm mục đích ngăn các giáo sĩ giảng đạo ở chốn hương thôn.
Thành kiến càng bốc cao hơn khi hàng loạt các cuộc nổi dậy ở khắp nơi đều có sự tham gia hoặc dính líu của các giáo sĩ và giáo dân, đặc biệt là với cuộc nổi dậy của Lê Văn Khôi (1833-1835) với sự cộng tác đắc lực của giáo sĩ Joseph Marchand (Cố Du). Một lần nữa, Minh Mạng lại ra dụ buộc tín đồ Công giáo phải bỏ đạo, và ai bắt được giáo sĩ đem nộp thì sẽ được thưởng. Rất nhiều giáo sĩ và giáo dân bị giết, nhiều người khác bị bức hại tàn tệ. Đây là giai đoạn mà đối với Giáo hội Công giáo, những người tín hữu bị bách hại được xem là tử đạo, mà sau này 117 người trong số đó được tuyên là Các thánh tử đạo Việt Nam.
Chỉ khi đến năm 1839, thấy rõ sự yếu thế của triều đình Đại Thanh trước Vương quốc Anh trong cuộc Chiến tranh Nha phiến lần thứ nhất, lo ngại người Pháp cũng sẽ lợi dụng lý do cấm đạo để tấn công Đại Nam, Minh Mạng đã cố gắng xây dựng một liên minh với các cường quốc châu Âu bằng cách gửi một số phái bộ sang châu Âu để dò xét tình hình với cái cớ đến Giang Lưu Ba rồi đi tàu qua Đại Tây mua đồ....
Phái đoàn sang Pháp gồm 4 người do Tôn Thất Tường dẫn đầu đến Pháp vào tháng 11 năm 1840. Phái đoàn đã đưa ra đề nghị sẽ cung cấp một sự độc quyền thương mại cho Pháp, đổi lại lời cam kết sẽ hỗ trợ quân sự nếu Đại Nam bị một cường quốc khác tấn công.
Phái đoàn được Thủ tướng và Bộ trưởng Thương mại Pháp tiếp đón, nhưng không được vua Louis-Philippe cho tiếp kiến. Lý do sự lạnh nhạt này là do phản ứng quyết liệt của Hội Thừa sai Paris. Bằng một lá thư gửi vua Pháp đề ngày 12 tháng 11 năm 1841, họ gọi triều đình Đại Nam là "kẻ thù của tôn giáo". Cộng thêm áp lực của Tòa Thánh, sứ bộ Đại Nam không thu được kết quả gì, đành phải trở về, khi về đến Huế thì Minh Mạng đã qua đời.

## Miếng mồi ngon ở Đông Nam Á

### Ngoại giao bằng pháo hạm

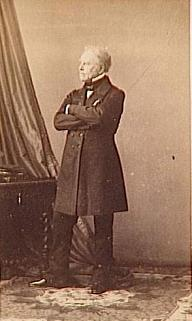
Jean-Baptiste Cécille, người chỉ huy cuộc tấn công đầu tiên của Pháp vào Đại Nam vào năm 1847.

Thực ra, ngoài sự ép của lý do tôn giáo, lý do chính mà vua Pháp từ chối thiết lập quan hệ với triều đình Đại Nam là vì họ muốn nắm giữ cái cớ để có thể tấn công vào Việt Nam như cách mà người Anh đã làm ở Trung Quốc. Ngay từ cuối thập niên 1750, theo các tài liệu mà Pierre Poivre cung cấp, một sĩ quan cao cấp của Hải quân Pháp là đô đốc Charles Hector Théodat, tức Bá tước d'Estaing, đã xây dựng một kế hoạch tập kích vào Phú Xuân. Kế hoạch này dù sao cũng không được thực hiện trong những năm sau đó, mà nguyên nhân chính là do những khó khăn về tài chính của triều đình Pháp cũng như cuộc Cách mạng Pháp 1789-1799. Đây cũng chính là lý do Hiệp ước Versailles trở thành tờ giấy vô giá trị.
Sau nỗ lực ngoại giao bất thành của Đại Nam năm 1841, người Pháp hiểu rõ họ ở thế thượng phong và nắm được cái cớ để có thể tiến hành xâm lược. Năm 1843, Bộ trưởng Bộ Ngoại giao Pháp, François Guizot, đã gửi một đội tàu sang phía Đông, do Phó Đô đốc Jean-Baptiste Cécille và Đại tá Hải quân Leonard Charner chỉ huy, đóng tại Nam Trung Quốc để hỗ trợ người Anh. Cùng một lúc, người Pháp muốn đạt được 2 mục tiêu: thâm nhập vào Trung Quốc như cách người Anh đã làm, đồng thời cũng tìm cách tạo ra lý do để tấn công vào Việt Nam.
Không phải chờ lâu, ngày 25 tháng 2 năm 1843, nhân việc 3 giáo sĩ Pháp bị triều đình Huế xét án tử hình, Cécille đã cử chiến hạm Héroïne, do Trung tá Hải quân Félix Savin Lévêque chỉ huy, đậu ngoài khơi Đà Nẵng làm áp lực buộc triều đình Huế phải trao trả 5 giáo sĩ Pháp bị giam ở Huế. Vua Thiệu Trị bấy giờ nới lỏng các biện pháp cấm đạo nên đã đồng ý phóng thích. 

Bức ảnh pháo đài Non-Nay chụp năm 1845.

Ngày 31 tháng 10 năm 1844, Giám mục Dominique Lefebvre (tên Việt là Ngãi), Giám mục hiệu tòa Isauropolis, đại diện tông tòa Giáo phận Nam Đàng Trong, bị triều đình bắt ở Cái Nhum, bị giải ra Huế và bị kết án xử tử. Nhận được tin này, Đại tá Hải quân Hoa Kỳ John Percival, chỉ huy tàu USS Constitution lập tức can thiệp, đồng thời cho người sang Trung Quốc báo tin cho đô đốc Cécille. Cécile bèn cử tàu Alcmène, do Trung tá Hải quân Fournier du Plan chỉ huy, đêm 30 tháng 5 năm 1845, neo gần lối cảng vào Đà Nẵng để cùng với tàu USS Constitution gây áp lực với triều đình Huế. Một lần nữa, triều đình Đại Nam đồng ý trao trả Giám mục Lefebvre Ngãi vào ngày 16 tháng 6 năm 1845, với điều kiện không được đặt chân lên lãnh thổ Đại Nam lần nữa.
Trong thời gian tàu Alcmène lưu đậu tại Đà Nẵng, một thành viên tháp tùng trên tàu là Jules Itier đã chụp bức ảnh đầu tiên tại Việt Nam, được biết với tên gọi Vue du fort cochinchinois de Non-Nay (Cảnh pháo đài Non-Nay của xứ Đàng Trong).
Tuy được phóng thích và lên tàu Alcmène để sang Singapore, không lâu sau, ngày 23 tháng 5 năm 1846, Giám mục Lefebvre Ngãi cùng với linh mục Duclos Lộ và ba chủng sinh, đáp tàu của một giáo dân là Matthêô Lê Văn Gẫm để trở lại Đại Nam. Ngày 6 tháng 6 năm 1846, tàu vào cửa Cần Giờ thì bị quan binh triều đình bắt giữ. Trừ linh mục Duclos Lộ chết trong tù, các giáo dân Việt bị giam tại Bến Nghé, Giám mục Lefebvre Ngãi bị giải ra Huế và một lần nữa bị kết án tử hình.
Một lần nữa người Pháp lại can thiệp. Tháng 3 năm 1847, Cécille cử 2 chiến hạm Gloire, do Đại tá Hải quân Augustin de Lapierre chỉ huy và Victorieuse do Trung tá hải quân Rigault de Genouilly sang Việt Nam. Ngày 9 tháng 4 năm 1847, Giám mục Lefebvre Ngãi một lần nữa được phóng thích. Các sĩ quan Pháp tiếp tục đưa ra yêu cầu phải bỏ dụ cấm đạo, cho phép người trong nước được tự do theo đạo mới. Trong lúc chưa ngã ngũ, ngày 15 tháng 4 năm 1847, 2 chiến hạm này lấy cớ các tàu buồn Đại Nam neo gần đấy có biểu hiện khiêu khích, đã nổ súng tấn công 6 thuyền chiến đậu trên vịnh và các đồn lũy phòng vệ bờ biển của triều Nguyễn ở Đà Nẵng. Kết quả là quân Pháp đã đánh đắm 3 chiến thuyền của Việt Nam trước khi bỏ đi
Tức giận trước hành động ngang ngược của người Pháp, Thiệu Trị ra dụ cấm người ngoại quốc vào giảng đạo và trị tội những người trong nước đi theo đạo. Có lẽ ông không nhận thức được rằng tôn giáo chỉ là cái cớ và những hành động ngang ngược của người Pháp là những hành động nắn gân sức phòng thủ của Đại Nam, mở đầu "đường lối ngoại giao pháo hạm", chuẩn bị cho hành động xâm lược về sau này. Tuy nhiên, theo Đại Nam thực lục:  Đinh Mùi, Thiệu Trị năm thứ 7 [1847], mùa xuân, tháng 2 (âm lịch), có 2 chiếc quân thuyền của nước Phật Lan Tây [Pháp] đậu ở cửa biển Đà Nẵng, cầm đầu bởi Lạp Biệt Nhĩ [Đại tá Augustin de Lapierre] và Charles Rigault de Genouilly. Tham tri bộ Lễ là Lý Văn Phức không chịu nhận thư thương nghị, về Huế xin chỉ dụ. Có 5 chiếc thuyền đồng của quân Nguyễn bị kẹt lại trong cửa biển. Triều đình Thiệu Trị sai quân và 4 chiếc thuyền đồng đến làm kế đánh phá. Tháng 3 (âm lịch), quân Phật Lan Tây phát hiện âm mưu, liền ra tay đánh trước, làm chìm 5 thuyền đồng của quân Nguyễn, giết 40 người, làm bị thương hơn 90 người và 104 người bị mất tích. Thuyền Phật Lan Tây hôm sau bỏ đi, không bị truy đuổi. Đáng lưu ý, triều đình nhà Nguyễn không biết nước Phật Lan Tây là nước nào. Nước Pháp từ trước đến giờ chỉ được hiểu là nước Phú Lãng Sa. Do đó, bên cạnh việc ra lệnh tiếp tục cấm đạo Thiên chúa, triều đình cũng cấm tàu của nước Phật Lan Tây cập cảng (các nước Tây dương khác, kể cả Phú Lãng Sa, không bị ảnh hưởng). Ngoài ra, không có chỉ dụ nào về việc xử tử tất cả người theo đạo Thiên chúa đang bị giam giữ để trả đũa.
Thiệu Trị băng hà, Tự Đức lên ngôi. Dù là một người thông minh và chăm lo chính sự, nhưng là một người bảo thủ và nhu nhược, ông không đủ sự cương quyết để canh tân đất nước như Minh Trị Thiên hoàng đã làm cho nước Nhật sau đó vài mươi năm.
Sau một thời gian ổn định tình hình trong nước, ngày 16 tháng 9 năm 1856, tàu chiến Pháp Catinat, do Trung tá Hải quân William Le Lieur, bá tước de Ville-sur-Arce, chỉ huy, sau khi đến Đà Nẵng đã ra cửa Thuận An-Huế đệ trình quốc thư ủy nhiệm của sứ thần Hoàng đế Pháp Napoléon III là Charles de Montigny, yêu cầu tự do buôn bán, tự do truyền giáo. Không đợi triều Nguyễn trả lời, ngày 26 tháng 9, Le Lieur cho tàu quay lại Đà Nẵng, nổ súng bắn vào các đồn hải phòng, và cho 50 lính đổ bộ lên bờ tấn công, phá hủy một số đồn lũy và 66 khẩu thần công, bắt đi 40 quân lính làm tù binh, và ném các thùng thuốc súng xuống biển. Sau đó, quân Pháp rút lên tàu ra ngoài khơi. Quan quân triều đình bất lực không làm gì được.
Ngày 24 tháng 10, một tàu chiến Pháp khác là Capricieuse do Trung tá Hải quân Jules Collier cũng đến hiệp trợ, một lần nữa đưa yêu cầu của Montigny. Triều đình Huế cự tuyệt. Ngày 23 tháng 1 năm 1857, tàu Marceau chở đích thân Montigny cập cảng Đà Nẵng rồi ra Huế. Một lần nữa Nhà Nguyễn kiên quyết cự tuyệt, Montigny đành bỏ về, mang theo Giám mục François Pellerin về Pháp.
Đánh giá sự yếu kém cả về chính trị lẫn quân sự của triều đình Huế, ngày 22 tháng 4 năm 1857, Napoléon III quyết định thành lập một ủy ban lấy tên "Commission de la Cochinchine" (Hội đồng Nam Kỳ) do nam tước Brenier de la Renaudiaere đứng đầu xây dựng kế hoạch đánh chiếm Việt Nam, lấy mục tiêu đầu tiên là Đà Nẵng. Tháng 7 năm 1857, Napoléon III thông qua kế hoạch. Tháng 9 năm đó, tàu Catinat vào Đà Nẵng, bí mật đón các giáo sĩ Pháp, thông qua đó một lần nữa bổ sung tin tức tình báo chuẩn bị triển khai tấn công Việt Nam. Nhân có việc 2 giáo sĩ Tây Ban Nha hoạt động trong Hội Thừa sai Paris bị triều đình Nguyễn xử tử ở Bắc Kỳ, Napoléon III và Giáo hội Pháp đã thương nghị với chính phủ Tây Ban Nha phối hợp hành động.

### Pháp xâm lược Việt Nam
Đà Nẵng được người Pháp chọn làm điểm khởi đầu trong kế hoạch đánh chiếm Việt Nam, do vị trí hải cảng sâu và rộng, thuận tiện cho tàu chiến vào ra, lại nằm trên trục đường Bắc – Nam, có thể sang Lào, Căm Bốt và chỉ cách kinh đô Huế khoảng 100km, rất thuận lợi cho việc "đánh nhanh thắng nhanh" của liên quân Pháp - Tây Ban Nha (gọi tắt là Liên quân). Ngoài ra, Đà Nẵng còn có cánh đồng Nam – Ngãi để nuôi quân, còn có nhiều giáo sĩ và giáo dân thân Pháp. Đánh chiếm được Đà Nẵng, vượt đèo Hải Vân, rồi tấn công Huế; chính là con đường ngắn nhất, nhanh chóng nhất, ít hao tốn tiền của và nhân lực nhất để thực hiện được ý đồ của Pháp và Tây Ban Nha.
Tuy nhiên, phải chờ đến sau Hiệp ước Thiên Tân (28 tháng 6 năm 1858) được ký kết, quân đội Pháp ở Viễn Đông mới có thể rảnh tay chuyển sang mặt trận khác…
Cuối tháng 8 năm 1858, Liên quân do Phó Đô đốc Rigault de Genouilly chỉ huy, được lệnh phối hợp với đạo quân Tây Ban Nha do Đại tá Lanzarotte chỉ huy, gồm 14 tàu chiến Pháp, 3.000 quân lính thủy đánh bộ và 300 lính Filipino do các sĩ quan Tây Ban Nha chỉ huy, chiều tối ngày 31 tháng 8 năm 1858 đã tập kết trước cửa biển Đà Nẵng.
Sáng ngày 1 tháng 9, De Genouilly gửi tối hậu thư buộc quan Trấn thủ Đà Nẵng, trong 2 giờ phải giao nộp tỉnh thành. Nhưng không đợi trả lời, đại bác của liên quân đã tập trung hỏa lực bắn tới tấp hàng trăm quả vào cửa sông Đà Nẵng và các đồn ở bán đảo Sơn Trà, sau đó, Liên quân tấn công trên bộ.
Sau một số thắng lợi bước đầu, Liên quân vấp phải sự chống trả quyết liệt và hiệu quả của quân Nam. Đặc biệt, kể từ khi Kinh lược sứ Nam Kỳ Nguyễn Tri Phương được điều về làm Tổng thống quân vụ Quảng Nam, quân Đại Nam chủ trương không đánh chính diện để tránh sức mạnh hỏa lực của đối phương, thực hiện phục kích, "vườn không, nhà trống" để cô lập và triệt đường tiếp tế và cho đắp lũy dài từ Hải Châu vào tới Phúc Ninh, Thanh Giản, để bao vây Liên quân ngoài mé biển. Với chiến lược này, Liên quân hoàn toàn bị cầm chân không thể phát triển được.
Bị hao mòn vì quân Nam tập kích, thiếu lương thực, bệnh tật không không hợp thủy thổ, dù được Giám mục Pellerin khuyên nên đem quân ra chiếm Bắc Kỳ, vì ở đó có giáo sĩ và giáo dân Thiên Chúa giáo, và những người còn tôn phù Nhà Lê nổi lên góp sức, nhưng sau khi cân nhắc, tướng De Genouilly không tán thành. Ông ta quyết định chuyển hướng tấn công. Ngày 2 tháng 2 năm 1859, chỉ để lại 1/3 số quân (khoảng 1.000 người) và 6 tàu chiến, bàn giao cho Đại tá Faucon nắm giữ, còn bao nhiêu De Genouilly cho rút hết vào Nam, mở mặt trận mới ở Gia Định.

#### Nam Kỳ
| “                              | "Saigon est un fleuve accessible à nos corvettes de guerre et à nos transports. Les troupes, en débarquant, seraient sur le point d'attaque; elles n'auraient donc ni marches à fournir ni vivres à porter. Cette opération est tout à fait dans la mesure de leur force physique.' ... Mais, quoi qu'il en soit, Saigon est l'entrepôt des riz qui nourrissent en partie Hue et l'armée annamite et qui doivent remonter vers le Nord; au mois de mars nous arrêterons ces riz". Tạm dịch: "Sài Gòn nằm trên một con sông mà chiến hạm của ta có thể vào gần một cách dễ dàng. Quân lính cũng có thể lên bộ đánh thành ngay, không phải mệt nhọc mang vác vũ khí và lương thực trên đoạn đường dài. ... Sài Gòn là một vựa lúa, cung cấp một phần lớn lương thực cho dân chúng và binh lính ở kinh thành Huế. Thường thì khoảng vào tháng 3, thuyền chở thóc gạo sẽ chở lên phía Bắc, vì vậy chúng tôi sẽ chận số thóc gạo đó lại." | ” |
| — Charles Rigault de Genouilly | |   |

Để thuyết phục hơn nữa, De Genouilly bồi thêm:
| “                              | "Les négociants de Hong-kong poussaient, dit-on, les autorités anglaises à faire une démonstration sur ce point. Il me semble important de couper court à cette apparition possible des troupes britanniques dans notre rayon d'action." Tạm dịch: "Theo các nguồn tin, các thương gia Hồng Kông đang thúc giục các nhà chức trách Vương quốc Anh ở đấy tổ chức tấn công vào mục tiêu này (Gia Định). Theo tôi, chúng ta cần phải chận đứng sự xuất hiện của quân Anh trong phạm vi hoạt động của chúng ta". | ” |
| — Charles Rigault de Genouilly | |   |

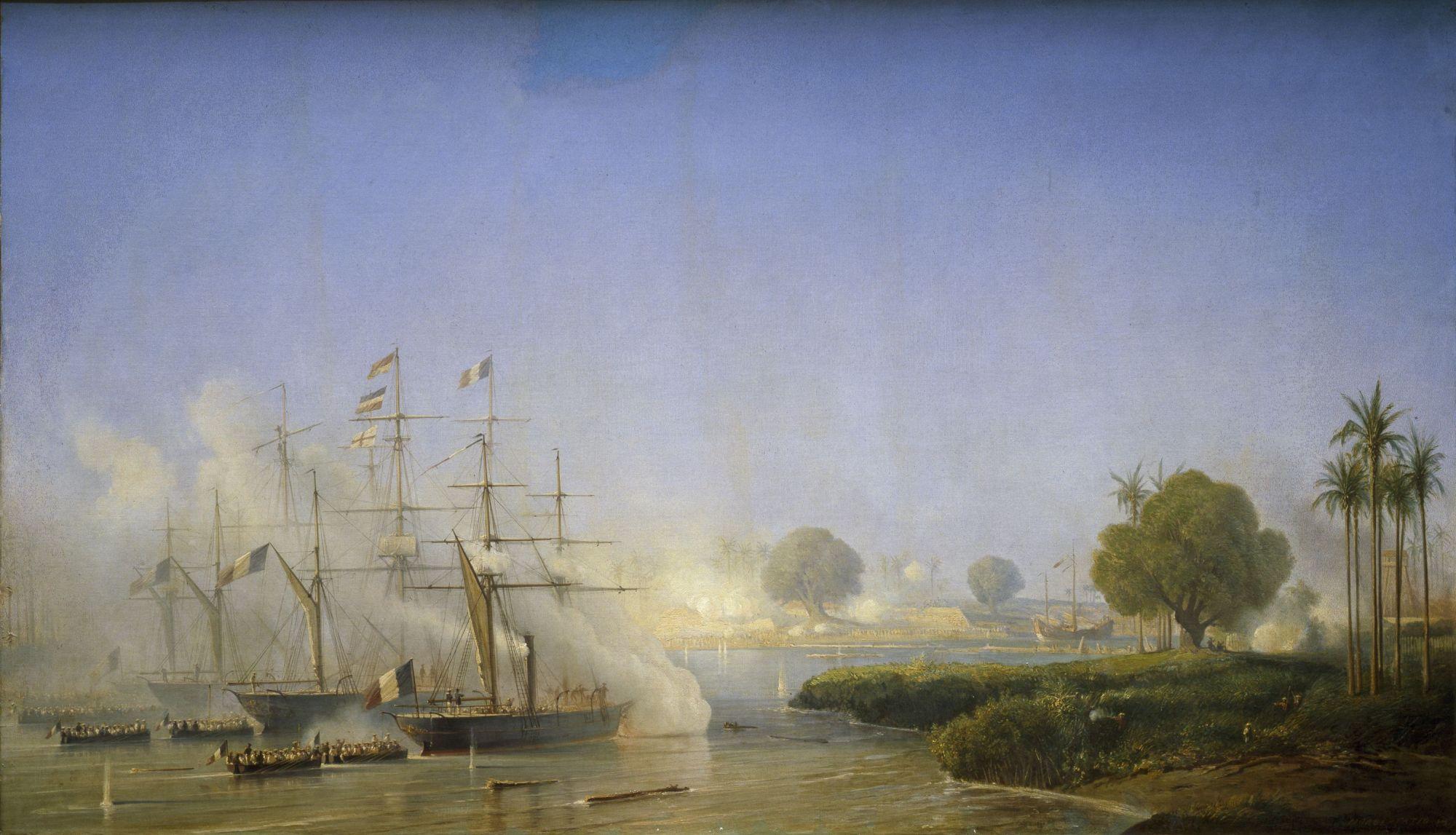
Pháo hạm của De Genouilly bắn phá thành Gia Định ngày 18 tháng 2 năm 1859, tranh vẽ của Antoine Morel-Fatio.

Nhận định của De Genouilly quả thật không tồi. Các triều vua Minh Mạng, Thiệu Trị, Tự Đức đều đánh giá quá thấp vai trò của thành Gia Định và đã không chú ý phòng thủ tại khu vực này. Ngày 9 tháng 2 năm 1859, Liên quân vào đến cửa Cần Giờ và lần lượt tấn công các đồn dọc sông Sài Gòn. Rạng sáng ngày 17 tháng 2, Liên quân tấn công thành Gia Định và chiếm được thành trong vòng chưa đến 1 ngày.

Liên quân Pháp-Tây Ban Nha công thành Gia Định ngày 18 tháng 2 năm 1859.

Dù chiếm được thành và thu được rất nhiều chiến lợi phẩm, De Genouilly không đủ quân để có thể phát triển rộng hơn, đành cho phá thành và đóng quân ở đồn Vàm Cỏ, thường xuyên bị quân Nam tập kích, quấy phá. De Genouilly bị triệu hồi, Chuẩn Đô đốc Théogène François Page được cử sang thay vào tháng 11 năm 1859. Do việc Pháp tham chiến tại Trung Quốc trong Chiến tranh Nha phiến lần hai, không thể nhận được tăng viện từ chính quốc, Page đành phải rút quân khỏi Đà Nẵng vào tháng 3 năm 1860. Một phần binh lính phải gửi sang Trung Quốc để hỗ trợ cho lực lượng của Phó Đô đốc Léonard Victor Joseph Charner. Tháng 4 năm 1860, đến phiên Page bị triệu hồi, tạm giao quyền lại cho Đại tá d’Aries.
Triều đình Huế vội vã nhận định người Pháp đã bỏ cuộc, ra lệnh các tướng ở Gia Định kiên nhẫn xây dựng thế trận bao vây chờ đối phương rút đi để tránh đổ máu. Trong suốt 1 năm, từ tháng 3 năm 1860 đến tháng 2 năm 1861, lực lượng liên quân tại Sài Gòn chỉ còn khoảng 1.000 người, bị bao vây bởi lực lượng quân Nam đông gấp 10 lần. Nhận định tình thế kém, họ không cương quyết nhổ bỏ bàn đạp nguy hiểm này để cho người Pháp có thời gian rảnh tay tăng viện thêm lực lượng viễn chinh của Phó Đô đốc Charner, phải chịu thất bại nặng nề tại Trận Đại đồn Chí Hòa ngày 25 tháng 2 năm 1861. Chỉ trong một thời gian ngắn, họ mất quyền kiểm soát ở 3 tỉnh miền Đông Nam Kỳ.
Tuy người Pháp dễ dàng hạ thành chiếm đất, nhưng tình thế không dễ dàng khi họ liên tục phải đối phó với các cuộc tập kích của quân binh và dân binh Đại Nam. Sự sa lầy của người Pháp lại bất ngờ được giải thoát bởi một nước cờ ngớ ngẩn của Triều đình Huế.
| “   | May mắn thay, đang lúc phải đón đợi một tình thế xấu thì Huế lại yêu cầu ký hòa ước. | ” |
| — . |                                                                                      |   |

| “                                                          | Trung tá Simon từ Bắc trở về báo cho quan đô đốc (Bonard) rằng người An Nam muốn điều đình...là một tin mừng giữa lúc có nhiều lo âu quan trọng...Người ta ngạc nhiên về sự dễ dàng của người An Nam, trước kia đã từng bác bỏ các ý định giảng hòa của chúng ta với bao nhiêu bực tức, đột nhiên lại đến yêu cầu một hiệp ước mà điều kiện hình như đắt giá với họ. | ” |
| — Paulin François Alexandre Vial, Giám đốc Nội vụ Nam Kỳ.. | |   |

Chuẩn Đô đốc Bonard, người sang thay cho Charner, cũng hoàn toàn bất ngờ khi triều đình Huế nhanh chóng chấp nhận ký Hòa ước Nhâm Tuất 1862 với những điều kiện bất bình đẳng.
| “                      | Phải nói rằng tôi chỉ còn biết hài lòng về chính phủ Tự Đức và những người thay mặt họ đã giúp tôi tại Nam Kỳ để cho hiệp ước được thi hành sớm chừng nào hay chừng ấy | ” |
| — Louis Adolphe Bonard | |   |

Kém nhận định về tình hình đối phương, quá vội vã trong việc tìm kiếm giải pháp giải quyết chiến tranh ở cả hai đầu Nam - Bắc, gặp sự phản ứng quyết liệt từ trong nước, triều đình Huế bấy giờ mới biết mình bị hớ, vội tìm cách vớt vát bằng cách cử một sứ bộ do Phan Thanh Giản đứng đầu sang Pháp đề nghị chuộc lại các 3 tỉnh miền Đông Nam Kỳ.

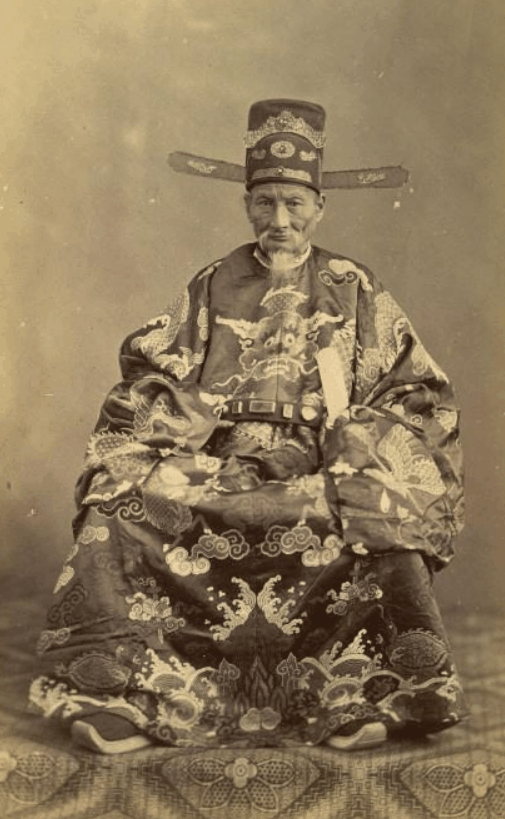
Phan Thanh Giản tại Paris năm 1863.

Với việc trả lại thành Vĩnh Long, triều đình Huế rất hy vọng vào giải pháp này. Tuy nhiên, họ không đánh giá đúng tham vọng của người Pháp là muốn nuốt trọn cả vùng viễn đông để tìm kiếm lợi ích lâu dài. Vì vậy, phái đoàn Phan Thanh Giản phải về nước mà không thể đạt được bất kỳ mục tiêu nào, khi vấp phải sự phản đối quyết liệt từ Bộ trưởng Hải quân và Thuộc địa Chasseloup-Laubat.
Năm 1864, Pháp đã chiếm xong Campuchia và ổn định được tình hình ở 3 tỉnh miền Đông. Họ bắt tay vào thực hiện tiếp bước tiếp theo. Ngày 20 tháng 6 năm 1867, Phó đô đốc La Grandière chỉ huy 16 chiến hạm cùng với 1.200 lính thủy đánh bộ người Pháp và 400 lính tập người Việt tập kết trước thành Vĩnh Long, đưa thư đòi kinh lược Phan Thanh Giản giao nộp thành không điều kiện, đồng thời viết thư khuyên quan quân ở hai tỉnh còn lại là An Giang và Hà Tiên phải hạ khí giới, giao nộp thành trì... 3 tỉnh còn lại của Nam Kỳ rơi vào tay người Pháp mà họ không phải nổ một phát súng hay rơi một giọt máu nào. Ngày 24 tháng 6, người Pháp hoàn toàn kiểm soát Nam Kỳ.

#### Bắc Kỳ

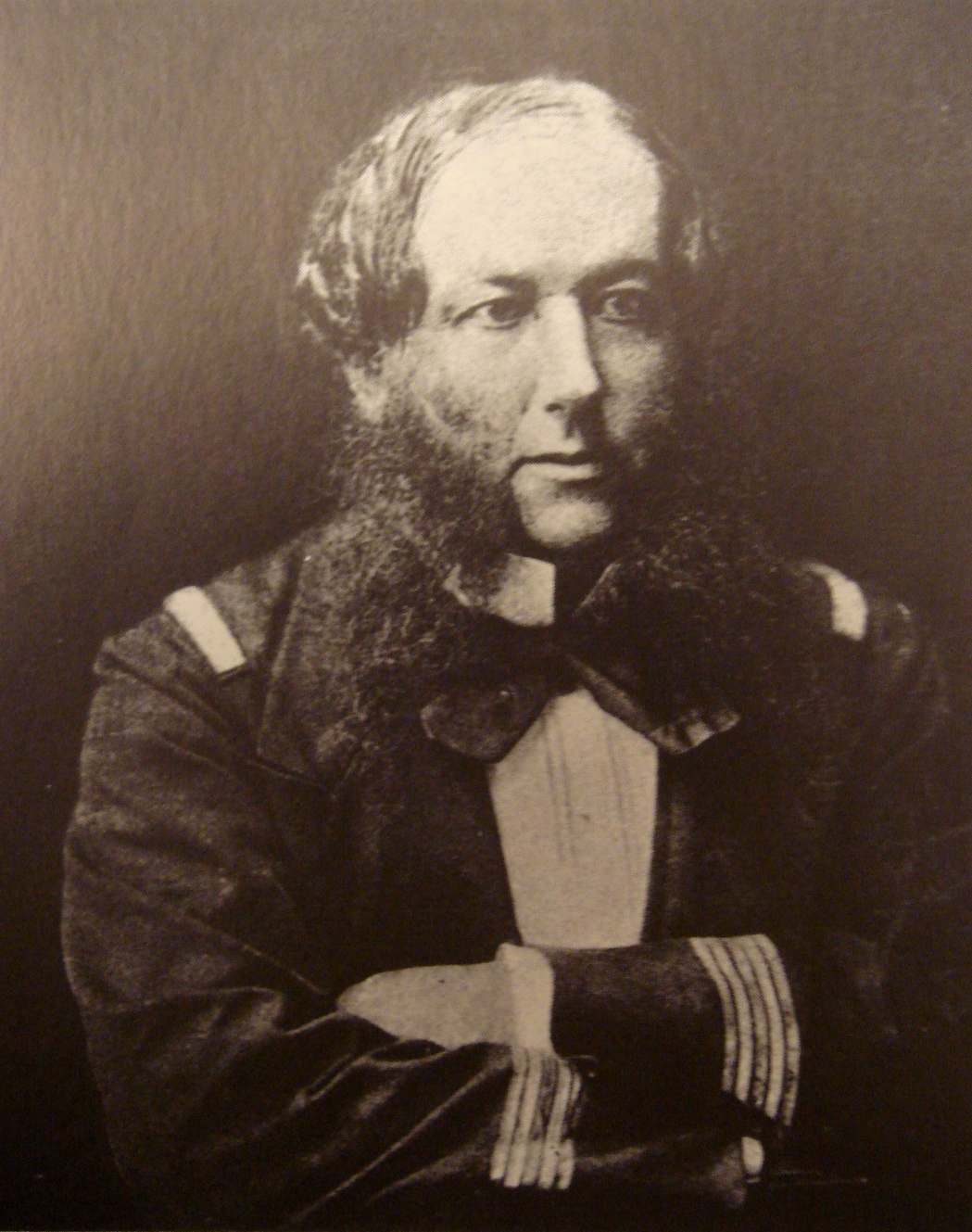
Đại tá Henri Rivière, người bị Quân cờ đen giết chết năm 1883.

Năm 1873, Francis Garnier đã được giao phụ trách một đội viễn chinh đến Bắc Kỳ, với nhiệm vụ bảo vệ quyền lợi người Pháp ở đó, sau những rắc rối gặp phải do thương nhân người Pháp Jean Dupuis. Garnier cập bến Hà Nội ngày 3 tháng 11 năm 1873, và các cuộc đàm phán không đi tới kết quả. Ngày 20 tháng 11, Garnier tiến hành một cuộc tấn công vào khu thành cổ Hà Nội và bình định vùng đồng bằng Bắc Bộ chỉ với 9 sĩ quan, 175 lính, và 2 tàu chiến.
Đội quân cờ đen chống lại sự xâm nhập của người Pháp, họ tiến hành một cuộc tấn công du kích dẫn đến cái chết của Garnier ngày 20 tháng 12 năm 1873.
Tháng 3 năm 1882, thuyền trưởng Henri Rivière một lần nữa tới Hà Nội với 3 tàu chiến, 700 lính để đòi hỏi một thỏa ước thương mại. Sau một số hành động khiêu khích, Rivière chiếm Hà Nội vào tháng 4 năm 1882. Một lần nữa, quân Cờ Đen phản công, và Rivière bị giết tháng 5 năm 1883 trong trận Cầu Giấy, dẫn đến tại Pháp sự ủng hộ gần như hoàn toàn sự can thiệp vũ trang lớn tới Việt Nam. Ngân sách đã được thông qua, một lực lượng lớn gồm 4000 lính, 29 tàu chiến (có 4 tàu chiến bọc thép trong đó) đã được gửi đi. Đô đốc Amédée Courbet đứng đầu lực lượng tới Bắc Kỳ, trong khi đô đốc Meyer sẽ hoạt động ở Trung Quốc.

#### Trung Kỳ
|  |  |

Sau một tối hậu thư không thành, vào ngày 18-19 tháng 8 năm 1883, Courbet đã cho bắn phá các công sự phòng thủ của kinh đô Huế. Các công sự đã bị chiếm vào ngày 20. Các pháo hạm Lynx và Vipère đã đến thủ đô. Ngày 25 tháng 8, triều đình Việt Nam chấp nhận ký Hòa ước Quý Mùi, 1883. Hiệp ước này công nhận sự bảo hộ của người Pháp trên các phần còn lại của Việt Nam (Trung Kì và Bắc Kì).

### Chiến dịch Bắc Kỳ và chiến tranh Pháp Thanh
|  |  |  |  |

## Đông Dương thuộc Pháp
|  |  |

## Chiến tranh Đông Dương
|  |

## Thời kì Chiến tranh Việt Nam
Pháp thiết lập quan hệ ngoại giao với Việt Nam Cộng hòa cấp đại sứ từ năm 1956.
Sau Hiệp định Paris, Pháp mới thiết lập quan hệ ngoại giao thành công với Việt Nam Dân chủ Cộng hòa trong ngày 12 tháng 4 năm 1973 và mở đại sứ quán tại Hà Nội.

## Quan hệ Pháp-Việt hiện tại
Việt Nam là thành viên của Cộng đồng Pháp ngữ (La Francophonie).
Francois Mitterrand, vị tổng thống đầu tiên của nước Pháp thăm Việt Nam năm 1993.
Jacques Chirac, vị tổng thống thứ hai và cũng là vị tổng thống Pháp đầu tiên thăm Việt Nam tới hai lần: Lần thứ nhất là năm 1997, lần thứ hai là năm 2004.
5–7/9 năm 2016, tổng thống Pháp Francois Hollande thăm chính thức Việt Nam. Ông là vị tổng thống thứ ba và cũng là lần đầu bản thân ông Hollande thăm Việt Nam
Tổng thống thứ 25 của Pháp Emmanuel Macron đã đến Việt Nam năm 1998 lúc còn là sinh viên 
Bắt đầu từ năm 2016, Pháp cho phép đào tạo sĩ quan quân đội Việt Nam tại các học viện quân sự Pháp. Khóa trẻ nhất hiện nay sinh năm 2001.

## Đại sứ quán, lãnh sự quán
- Tại Việt Nam:
- Hà Nội (Đại sứ quán)
- Thành phố Hồ Chí Minh (Lãnh sự quán)

- Tại Pháp:
- Paris (Đại sứ quán)